# 427 Galene
427 Galene là một tiểu hành tinh ở vành đai chính. Nó được Auguste Charlois phát hiện ngày 27.8.1897 ở Nice và được đặt theo tên Galene, nữ thần biển trong thần thoại Hy Lạp.